# Metoposauroidea
Metoposauroidea es un clado extinto de temnospóndilos que vivieron desde mediados hasta finales del período Triásico, en Norteamérica, Europa y África del norte, regiones que correspondían a Laurasia. Exhibían una asombrosa convergencia evolutiva con los miembros del clado Mastodonsauroidea. 